# Pahiatua
Pahiatua est une ville d'environ 4 000 habitants, située dans le sud-est de l'île du Nord de la Nouvelle-Zélande. 

## Histoire
La ville a été fondée en 1881, John Hall étant le premier colon.
En 1944, des réfugiés polonais sont venus vivre sur le site d’un ancien camp de prisonniers de guerre établi à un kilomètre de la ville. La communauté polonaise de la Nouvelle-Zélande a célébré son soixantième anniversaire en 2004.

## Personnalités
- Kallista Field (1978-), cavalière néo-zélandaise de dressage, est née à Pahiatua.